# Josef Paldus (geograf)
Josef Paldus, (22. března 1863, Jablonec nad Nisou – 10. října 1937 tamtéž) byl český Němec, vojenský archivář a historický geograf.

## Život

### Soukromý život

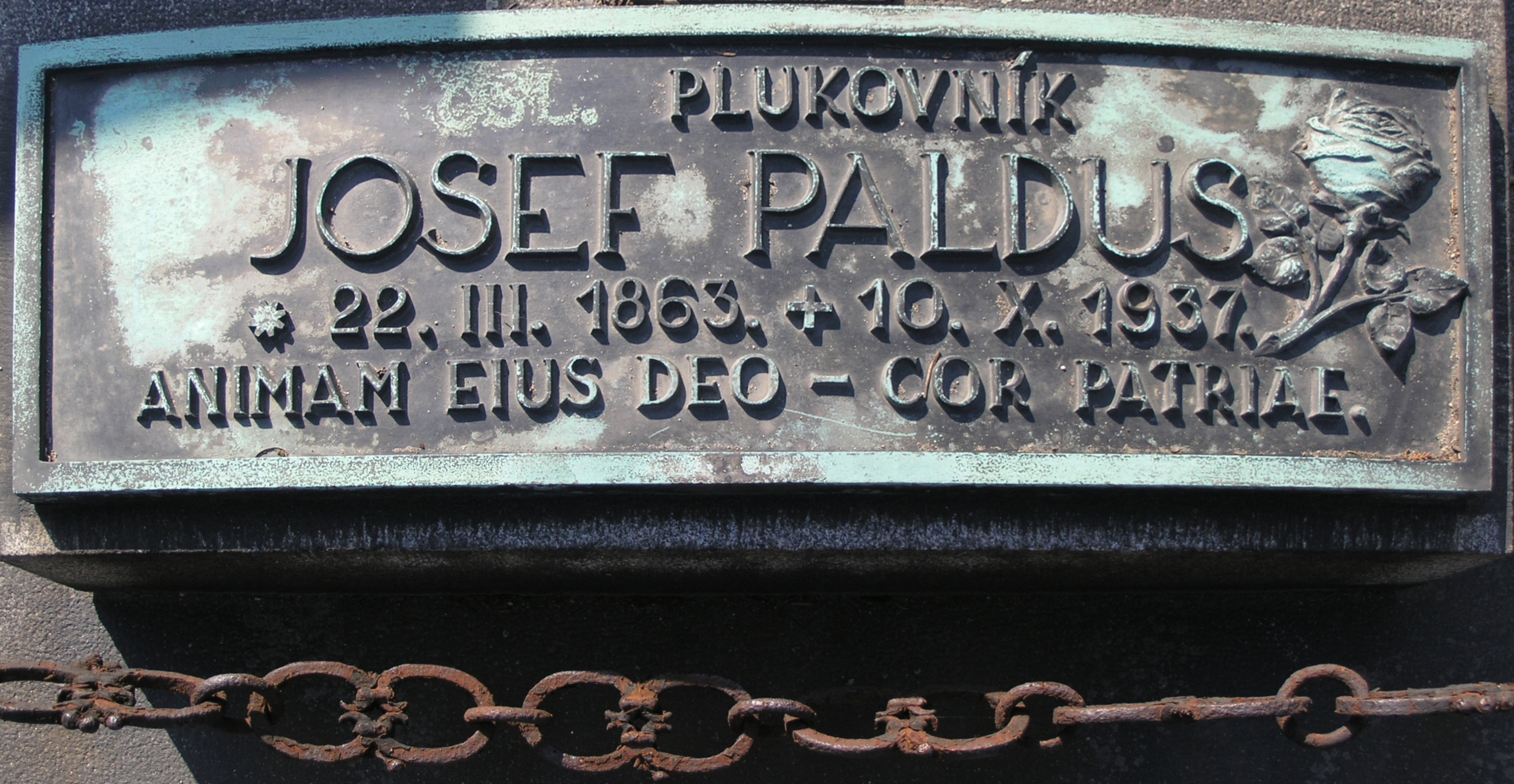
Vyšehradský hřbitov - hrob Josefa Palduse

Josef Paldus se narodil v Jablonci nad Nisou, jeho rodiči byli brusič skla Ignaz Paldus a matka Anna, rozená Lindnerová. Obecnou a měšťanskou školu vychodil v Jablonci. Byl český Němec a jeho znalost češtiny, jak vyplývá z jeho písemné pozůstalosti, byla dokonalá. Dále ovládal španělštinu, angličtinu a francouzštinu, vykazoval jisté znalosti turečtiny a arabštiny, pasivně ruštiny.
Podle kvalifikačního listu byl "zdatný muž střední postavy, pevného charakteru, dobromyslný a přátelský", ovládal stenografii. 31. října 1905 se oženil s Františkou rozenou Pavlíkovou, nar. 1868 v Česticích u Strakonic. O dětech manželů Paldusových se zdroje nezmiňují.
Většinu profesního života strávil nejprve u vojenských útvarů (1880-1895) a pak ve Vídni, kde pracoval ve Vojenském archivu (1895-1919). V roce 1927 se odstěhoval z Vídně do Jablonce nad Nisou (nadále Vídeň navštěvoval, aby ukončil práce, kterými byl pověřen). I když většinu života prožil mimo své rodiště, zachoval si k Jablonci a místním osobnostem blízký vztah a udržoval s nimi styk. Svůj životopis např. věnoval svému příteli, starostovi Jablonce Karlu R. Fischerovi. Po dohodě s ním zabezpečil ve Vídni reprodukce map a plánů města Jablonec n. N. a okolí. Po návratu do Čech spolupracoval též s historikem Zdeňkem Wirthem.
10. října 1937 zemřel v Jablonci nad Nisou na mozkovou mrtvici.  Pohřben byl na pražském Vyšehradském hřbitově.

### Kariéra v rakousko-uherské armádě
- 1877 - Vstoupil na pražskou pěchotní kadetní školu.[p 3]
- 1880 vstoupil do armády a byl jako kadet zařazen v různých plucích.[7]
- 1895 byl zaměstnán ve vojenském válečném archivu ve Vídni. Mapové oddělení tohoto archivu, kde byl Josef Paulus zaměstnán, zahrnovalo nejen historické mapy, ale i sbírku portrétů a vyobrazení bitev a měst.[8]
- 1897 odjel do španělského Simancas, kam byl odeslán k prozkoumání místního archivu
- 1899 byl povýšen na setníka první třídy.[9]
- 1913 (červenec), již v hodnosti majora, ustanoven vedoucím mapového oddělení válečného archivu ve Vídni.[10]
- 1916 byl vyznamenán pásem za válečné zásluhy k rytířskému kříži řádu Františka Josefa.[11]
- 1917 (červenec) byl Josef Paldus odeslán z válečného archivu do výslužby.[12]

### Činnost ve službách Československa
- 1919 - od 1. ledna odešel do důchodu, ale v témže roce byl zaměstnán Ministerstvem školství a národní osvěty
- 1920 (prosinec) - přidělen československému velvyslanectví ve Vídni
- 1923-1934 prováděl soupis kartografických a ikonografických bohemik ve Vídni

## Dílo

### Publikace vzniklé ve Válečném archivu
- 1914 - Die Kartenabteilung des k. u. k. Kriegsarchiv (Wien: Lechner)
- 1907 - Johann Christoph Müller : ein Beitrag zur Geschichte vaterländischer Kartographie (Wien: Seidel)
- 1919 - Die militärischen Aufnahmen im Bereiche der Habsburgischen Länder aus der Zeit Kaiser Josephs II. : ausgeführt durch den K.K. Generalquartiermeisterstab in den Jahren 1763 - 1785 ; ein Beitrag zur historischen Landeskunde (Wien: Hölder)

Zdroj: Katalog University Heidelberg

### Díla po vzniku Československa
- 1923 - Kartografie za dob napolenských (na pokračování), Vojenské rozhledy 1923[14]
- 1927-1934 - Soupis archiválií ve vídeňských archivech, týkajících se Československa, rozdělený na tři části:
  - Moderní - aktuální mapy předané Československu v rámci spisové rozluky (katastrální mapy, III. vojenské mapování apod.)
  - Materiál vzniklý do roku 1749, který měl zůstat ve Vídni
  - Materiál z období 1749-1888 (I. a II. mapování, listiny, veduty)[5] [p 4]
- 1927 - Mein Lebenslauf (vlastní životopis, uložen v SOkA Jablonec n. N.)

## Posmrtné ocenění
Při Dni evropského dědictví v Jablonci nad Nisou 21. 9. 2013 byl Josef Paldus jmenován Osobností roku.

## Zajímavost
Podle vlastního životopisu se osmadvacetiletý rakousko-uherský důstojník Josef Paldus seznámil se svou budoucí manželkou, třiadvacetiletou Františkou Pavlíkovu, na Všeobecné zemské výstavě v Praze roku 1891. Ke svatbě však došlo až o 14 let později, roku 1905. Důvodem nejspíš byly byrokratické překážky, které tehdejší řád kladl ženitbychtivým důstojníkům. Podle poznámky v matrice oddaných musel Josef Paldus složit 2 000 korun záruky (Sicherstellung), odpovídajících jeho ročnímu platu; až poté mu byla svatba Ministerstvem války povolena.